# グレートオブザバトリー計画

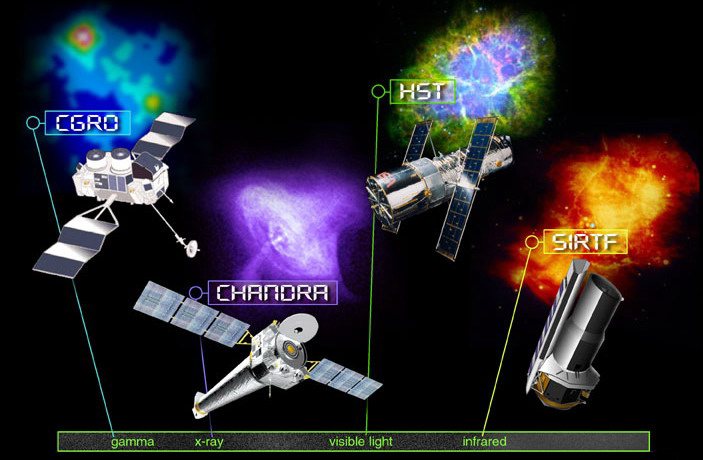
4基の大望遠鏡群（グレートオブザバトリー）

アメリカ航空宇宙局（NASA）によるグレートオブザバトリー（英: Great Observatories）は、4基の大型で強力な天体宇宙望遠鏡群である。4つの各ミッションは、それぞれに大きく異なる技術を使って、電磁スペクトル（ガンマ線、X線、可視光、紫外線、赤外線）の特定の波長/エネルギー領域を観測するために設計された。NASAの天体物理学部門のディレクターであったチャールズ・ペレリン博士が当計画を考案し、開発に携わった。4つの大望遠鏡群は1990年から2003年にかけて打ち上げられ、2016年現在、そのうちの3基がなお運用中である。

## 大望遠鏡群
- ハッブル宇宙望遠鏡 (HST) は、主に可視光から近紫外線の波長を観測する宇宙望遠鏡である。1990年にSTS-31ミッションで、スペースシャトル・ディスカバリーに載せられて打ち上げられた。1997年の保守点検ミッション (STS-82) で整備・改造された結果、近赤外線域での観測も可能になった。2009年に行われた最後のサービスミッション (STS-125) では、大がかりな修理が行われて寿命が延長され、「今までで最高の性能」になった。

- コンプトンガンマ線観測衛星 (CGRO) は、ガンマ線観測を主な目的としていたが、短波長(硬)X線をも観測した。1991年にアトランティス/STS-37で打ち上げられた。2000年にジャイロスコープが故障したため、指令により大気圏再突入させられた。

- チャンドラX線観測衛星 (CXO) は、主に長波長(軟)X線を観測する。1999年にコロンビア/STS-93で打ち上げられ、楕円を描く高軌道に乗せられた。打ち上げ前は、先進的X線天文施設 (Advanced X-ray Astronomical Facility; AXAF) と呼ばれていた。

- スピッツァー宇宙望遠鏡 (SST) は、赤外線スペクトルを観測する。2003年にデルタIIロケットに搭載されて打ち上げられ、地球後縁太陽軌道に乗せられた。打ち上げ前には、宇宙赤外線望遠鏡施設 (Space Infrared Telescope Facility; SIRTF) と呼ばれていた。搭載されていた液体ヘリウム冷却液が2009年になって枯渇したため、2台の短波長イメージングモジュールを残して、他の機能性が大幅に減らされた。

2017年現在、これらの宇宙機のうち、コンプトンガンマ線観測衛星 (CGRO) は運用を終了している。CGROのジャイロスコープの1台が故障したことから、2000年6月4日にNASAが軌道を離脱させる指令を送った。大気圏に再突入しても燃え尽きなかった一部の部品は太平洋に落下した。
ハッブル宇宙望遠鏡は、当初の計画ではスペースシャトルによって回収され、地球に持ち帰られることになっていたが、回収プランは後に中止された。2006年10月31日、NASA長官のマイケル・D・グリフィンは最終の改修ミッションにゴーサインを出した。スペースシャトル・アトランティスによる11日間のSTS-125ミッションは、2009年5月11日に打ち上げられ、バッテリーが新しいものと交換され、全てのジャイロスコープと指令コンピュータが取り替えられ、複数の機器が修理され、広視野カメラ3と宇宙起源分光器が取り付けられた。
スピッツァー宇宙望遠鏡は、これら4基の大望遠鏡群の中で唯一、スペースシャトルで打ち上げられなかった望遠鏡である。元々はスペースシャトルで打ち上げられるはずであったが、STS-51-Lのチャレンジャー号事故後、太陽周回軌道に投入するためにどうしても必要とされていた、液体水素/液体酸素を推進剤とするセントールロケットの上段部分をシャトルで使用することが禁止されたために、計画が変更された。タイタンとアトラスロケットでの打ち上げは、打ち上げ費用の関係でキャンセルされた。その後、衛星本体の再設計と軽量化が行われ、代わりにデルタIIロケットを使って打ち上げられた。

## ギャラリー

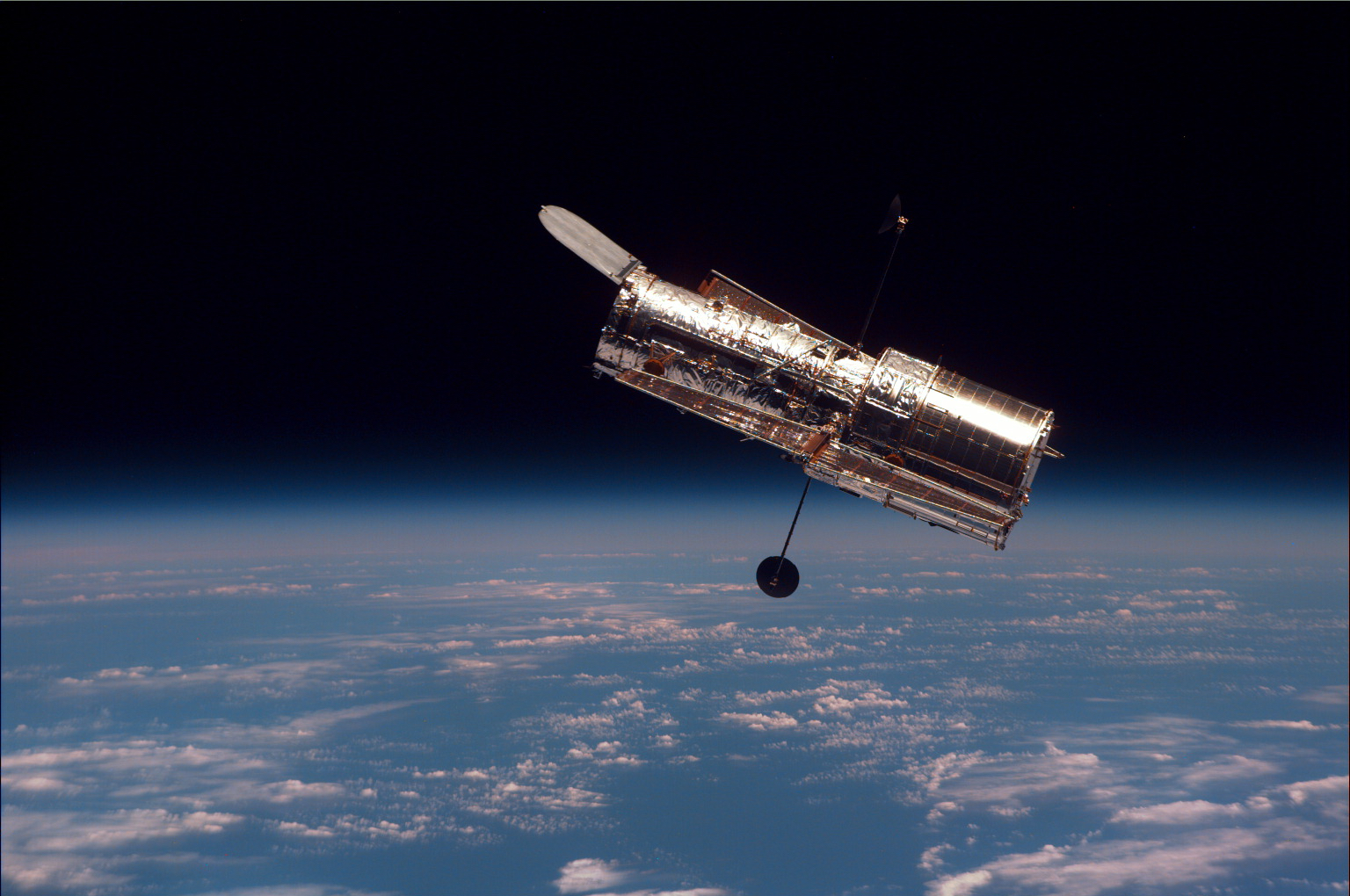
ハッブル宇宙望遠鏡
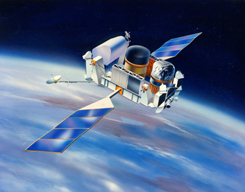
コンプトンガンマ線観測衛星

## 関連
- ビヨンド・アインシュタイン・プログラム
- ハーシェル宇宙望遠鏡